# Mosteiro de São João de Arga
O Mosteiro de São João de Arga, também designado por Capela de São João de Arga e Santuário de São João de Arga, está situado na Serra de Arga, em Arga de Baixo.
Engloba a Capela de São João que representa um dos testemunhos medievais mais importantes dessa região. Este mosteiro tem boa visibilidade sobre o rio Minho, sendo destino de romaria muito antiga dedicada a São João Baptista.
Apesar de se desconhecer a data da fundação do mosteiro, as suas características apontam para os finais do século XIII, pois este tem uma arquitetura românica. Assim, insere-se no grupo das pequenas igrejas rurais, possuindo uma capela-mor de planta quadrangular e panos murários robustos.

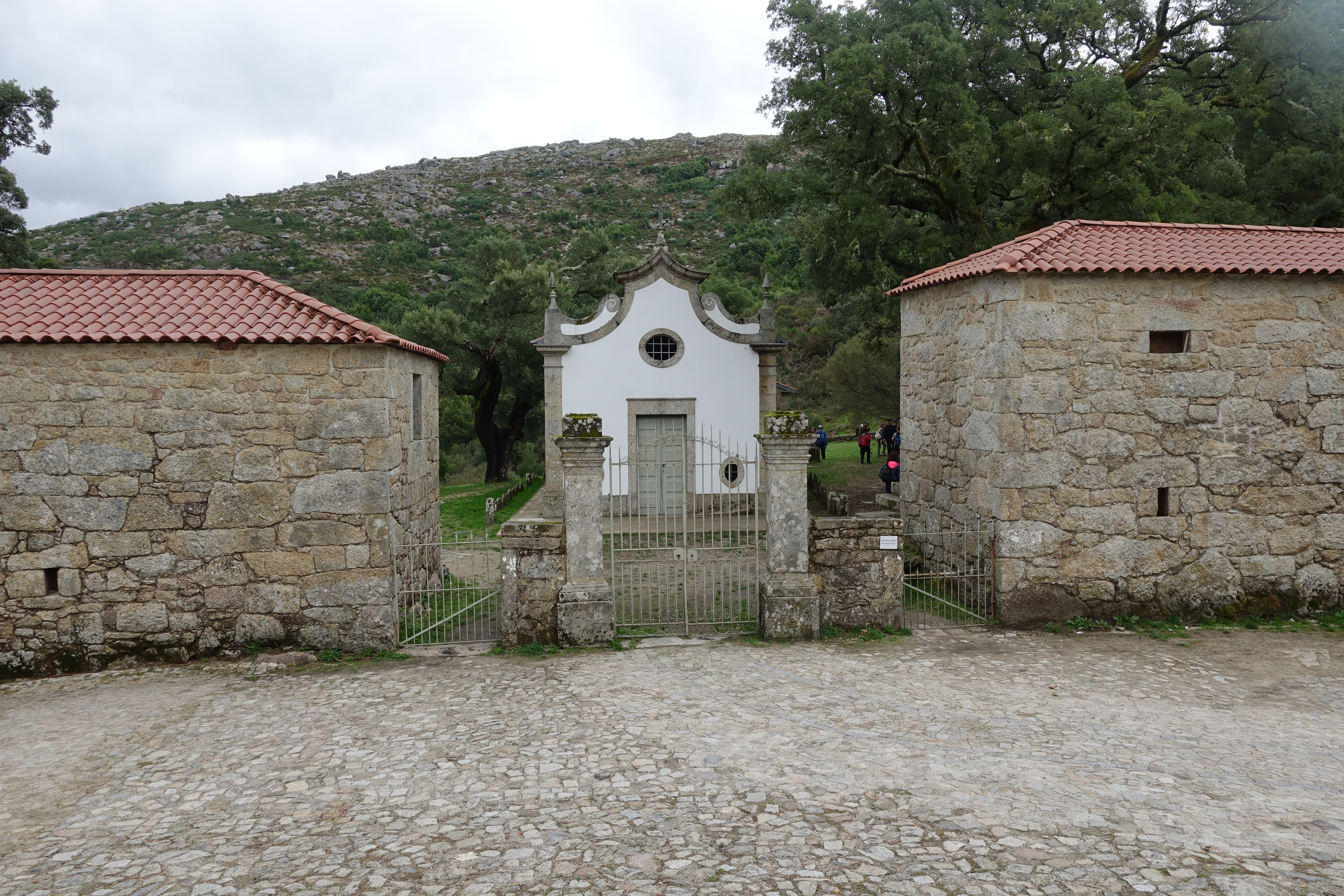
Mosteiro com a Capela de São João ao centro

A capela de São João só é aberta aos caminhantes nos dias de festa, tendo sido alvo de diversas reformas ao longo dos séculos.
O mosteiro possui também um albergue para romeiros à volta da capela que é alugado a escuteiros.

## Romaria de São João de Arga
A romaria de São João D´Arga realiza-se nos dias 28 e 29 de Agosto, sendo que na noite de dia 28 para 29 realiza-se uma grande festa com muita animação. Os romeiros, uns com o intuito de assistir à festa e outros com o de pagarem promessas e assistirem às cerimónias religiosas, deslocam-se dos concelhos vizinhos, pernoitando depois na zona envolvente do Mosteiro. Sobre esta romaria, reza a história que após subirem o monte, os peregrinos e visitantes davam 3 voltas à capela, entregando depois duas esmolas, uma ao santo (São João Baptista) e outra ao diabo, uma tradição que muitos romeiros ainda mantêm.

## Classificação
Foi classificado como Monumento Nacional pelo Decreto n.º 18/2013, DR, 1.ª série, n.º 119, de 24 de Junho de 2013.